# Faro de Cabo de Cavallería
El faro de Cabo de Cavallería (en catalán: Far de Cap de Cavalleria) es un faro situado en el cabo de Cavallería, a unos 6 km de Fornells, en la costa norte de la isla de Menorca, Baleares, España.

## Historia
Es uno de los cuatro faros proyectados por Antonio López y Montalvo y el único de todos ellos que permanece en activo y sin modificaciones de importancia. Se inauguró en 1857 con una óptica de 2º orden para luz fija de la casa Sautter. En esa zona costera se habían producido desde el siglo XIV, más de setecientos naufragios. A pesar de la ayuda que supuso la colocación de este faro, siguieron produciéndose algunos naufragios de importancia lo que motivó la construcción de los Faros de Favaritx y Punta Nati. En 1911 se instaló un sistema de iluminación con lámpara de incandescencia Luchaire. En 1922 se sustituyó la vieja óptica fija de 2º orden y la linterna poligonal, por una linterna cilíndrica de cristales curvos con montantes verticales y una óptica de 3.º orden gran modelo, de 500 m/m de distancia focal. Por su parte la lámpara de incandescencia Luchaire fue sustituida por otra tipo Chance de 85 mm. También se eliminó la vieja lámpara de nivel constante que se utilizaba como reserva, y fue sustituida por una lámpara Maris de dos mechas. Se mantuvo con petróleo hasta los años 80, siendo el último faro de Baleares en utilizarlo.

## Características
El faro emite una luz blanca en grupos de dos destellos cada 10 segundos. Su alcance nominal nocturno es de 22 millas náuticas. También es una estación RACON que emite la letra B en código morse en un periodo de 72 segundos con un alcance de 22 millas.

## Cartografía
Hoja n.º 618 de la serie MTN50 del  Insitituto Geográfico Nacional. (Descarga gratuita en formato digital en Centro de descargas del  Centro Nacional de Información Geográfica)
«Centro de descargas del Centro Nacional de Información Geográfica» (en español, inglés y francés).